# Samuel O. Freedman
Samuel Orkin Freedman (* 8. Mai 1928 in Montréal) ist ein kanadischer Immunologe.

## Leben
Freedman erwarb 1948 einen Bachelor und 1958 einen M.D. als Abschluss des Medizinstudiums, beides an der McGill University. Seine Ausbildung zum Facharzt für Immunologie absolvierte er am Roosevelt-Krankenhaus in New York City und am Montreal General Hospital. 1963 erhielt er an der McGill University eine Professur, 1969 wurde er Forschungsdirektor des neugegründeten Lady Davis Institute am Jewish General Hospital, einem Lehrkrankenhaus der McGill University.
Von 1977 bis 1981 war Freedman Dekan der medizinischen Fakultät. 1981 übernahm er die Funktion eines Vize-Prinzipals (vergleichbar der eines Prorektors) für akademische Angelegenheiten. 1991 wurde er Leiter des Lady Davis Institute, wo er die Forschung auf folgende Gebiete konzentrierte: Aids und Infektionskrankheiten, Altern, molekulare Onkologie, Pharmakologie der Perinatalperiode, experimentelle Medizin, Epidemiologie und Gesundheitswissenschaften. Im Jahr 2000 wurde er an der McGill University emeritiert, blieb aber noch bis 2008 beratend am Jewish General Hospital tätig.
Freedman ist verheiratet und hat vier Kinder, drei Söhne und eine Tochter. Sein ältester Sohn, David O. Freedman ist Professor für Innere Medizin und Epidemiologie an der University of Alabama at Birmingham.

## Wirken
Gemeinsam mit Phil Gold entdeckte Freedman 1965 das Carcinoembryonale Antigen (CEA) und konnte seine biologische und klinische Bedeutung aufklären. CEA dient heute als Tumormarker für das kolorektale Karzinom und andere bösartige Tumoren.
Während seiner Zeit als Dekan der medizinischen Fakultät der McGill University entwickelte sich die Fakultät zu einer der international führenden Institutionen der medizinischen Forschung. Während seiner Zeit als Vize-Prinzipal sorgte er für die Einrichtung von medizinischen Forschungsinstituten an den Lehrkrankenhäusern der Universität: Jewish General Hospital, Royal Victoria Hospital, Montreal Children’s Hospital.
Freedman gehörte zu den Herausgebern folgender wissenschaftlicher Fachzeitschriften: The Journal of Clinical Immunology and Allergy, Investigative and Cell Pathology, Clinical and Investigative Medicine und In Vivo.

## Auszeichnungen (Auswahl)
- 1976 Mitglied der Royal Society of Canada[3]
- 1978 Gairdner Foundation International Award[4]
- 1985 Officer des Order of Canada[5]
- 1992 Ehrendoktorat der McGill University
- 1998 Prix Armand-Frappier der Regierung von Québec[6]
- 2004 Chevalier des Ordre national du Québec[7]
- 2006 James H. Graham Award of Merit des Royal College of Physicians and Surgeons of Canada[8]